# Московский бит
Московский бит — седьмой официальный альбом группы «Браво». Выпущен в 1993 году. Солист — Валерий Сюткин.
Редакция «Афиша Daily» в ретроспективном обзоре творчества группы назвала альбом «пиком и триумфом дуэта Хавтана и Сюткина».

## История
После успеха предыдущего альбома «Стиляги из Москвы» группа «Браво» стала одной из первых наиболее успешных групп постсоветского пространства и зарождающегося российского шоу-бизнеса. И если предшествующая работа представляла собой скорее издание ранее записанного материала с небольшими дополнениями, то новая была скорее результатом общего труда Хавтана и Сюткина. По воспоминаниям обоих, новые песни рождались аккурат во время гастролей, тексты новых песен зачастую писались в поездах и самолётах.
Альбом «Московский бит» расширил аудиторию «Браво» — она приобретала всё большее и большее количество поклонников по городам бывшего СССР, а движение стиляг приобрело очередное зарождение.
Во время записи альбома произошла очередная смена состава — бас-гитариста Сергея Лапина сменил Дмитрий Гайдуков. Изменения также коснулись и названия альбома — рабочее название «Пилот „12-45“» было заменено на более лаконичное «Московский бит».
На песни «Московский бит», «Стильный оранжевый галстук», «Рио», «Пилот „12-45“», «Как жаль» и «Вот и всё» были сняты клипы. В первом клипе сыграли Наталья Крачковская, во втором — Евгений Маргулис.

## Список композиций
Слова и музыка всех песен — Евгений Хавтан и Валерий Сюткин.
| №  | Название                     | Длительность |
| -- | ---------------------------- | ------------ |
| 1. | «Московский бит»             | 3:18         |
| 2. | «Стильный оранжевый галстук» | 3:23         |
| 3. | «Лунатик»                    | 3:20         |
| 4. | «Космический рок-н-ролл»     | 2:17         |
| 5. | «Пусть не кончается дождь»   | 3:21         |

| №  | Название           | Длительность |
| -- | ------------------ | ------------ |
| 1. | «Пилот „12-45“»    | 2:15         |
| 2. | «Как жаль»         | 3:38         |
| 3. | «Рио»              | 3:06         |
| 4. | «Заполярный твист» | 2:30         |
| 5. | «Вот и всё»        | 4:00         |

| №   | Название                              | Автор(ы)                         | Длительность |
| --- | ------------------------------------- | -------------------------------- | ------------ |
| 11. | «По волнам»                           | Хавтан, Роман Отраднов           | 3:05         |
| 12. | «Север и юг» (концертная запись)      | Хавтан, Сюткин                   | 2:28         |
| 13. | «Дорога в облака» (концертная запись) | Хавтан / Сюткин, Сергей Патрушев | 2:57         |

## Музыканты
- Валерий Сюткин — вокал, гитара, перкуссия
- Евгений Хавтан — гитара
- Игорь Данилкин — ударные
- Дмитрий Гайдуков — бас-гитара
- Алексей Иванов — саксофон
- Сергей Бушкевич — труба